# Louis Zorich
Louis Michael Zorich (ur. 12 lutego 1924 w Chicago, zm. 30 stycznia 2018 w Nowym Jorku) – amerykański aktor filmowy i telewizyjny; syn chorwackich imigrantów, Any (z d. Gledić) i Hristofora Zorića.
Był mężem aktorki Olympii Dukakis (1931–2021).

## Filmografia
Filmy:
- Blef Coogana (1968) jako taksówkarz
- Popi (1969) jako Penebaz
- Błędny detektyw (1971) jako pracownik służb oczyszczania miasta
- Stworzeni dla siebie (1971) jako pan Gold, ojciec Pandory
- Skrzypek na dachu (1971) jako konstabl
- Ojciec chrzestny nie żyje (1973) jako Mitch
- Dla dobra Pete’a (1974) jako Nick Kasabian
- W.C. Fields i ja (1976) jako Gene Fowler
- Druga strona północy (1977) jako Demonides
- Wojskowa Akademia Imprezowa (1980) jako szejk Amier
- Muppety na Manhattanie (1984) jako Pete
- Śmierć komiwojażera (1985) jako Ben Loman, brat Willy’ego
- Klub „Raj” (1986) jako szwajcarski biznesmen
- Parszywe dranie (1988) jako Nikos, grecki milioner
- Ogary z Broadwayu (1989) jako Mindy
- Miasto nadziei (1991) jako mjr Baci
- Brakujące elementy (1992) jako Ochenko
- Wbrew przykazaniom (1997) jako Rudy Warner
- Król Joe (1999) jako sędzia
- Ptactwo powietrzne (2011) jako Stowalski
- Z dystansu (2011) jako dziadek

Seriale TV:
- Kojak (1973–1978) jako Mike DeBrieno (gościnnie, 1977)
- Inny świat (1964–1999) jako Milo Simonelli (gościnnie, 1982)
- Mistrzyni gry (1984) jako porucznik Nick Pappas
- Kate i Allie (1984–1989) jako Bill (gościnnie, 1988)
- Columbo jako Frank Staplin w odc. pt. Morderstwo w programie dnia z 1990
- Prawo i porządek (1990–2010) jako sędzia Milton Erdheim/sędzia Edgar Hynes (gościnnie, 1990 i 1995)
- Most Brookliński (1991–1993) jako Jules Berger
- Szaleję za tobą (1992–1999) jako Burt Buchman, ojciec Paula